# Teodoro Gilabert
 (août 2017).
Teodoro Gilabert, né en 1963 à Valence en Espagne, est un écrivain français. Géographe de formation, il est l'auteur d'une thèse de doctorat sur la géographie de l'art contemporain en France (2004).

## Œuvres
- Les Pages roses[1],[2],[3], Buchet Chastel, 2008 : « Penser à son départ à la retraite avant d’avoir commencé à travailler, c’est sûrement le signe d’une absence totale de vocation. Mais envisager la fin avant le début, c’est aussi une question d’esthétique. »  Roman d’un apprentissage, Les Pages roses est un hommage rendu aux étudiants, à Paris, à Nantes, au cinéma de la Nouvelle Vague, aux stars, à la langue latine, aux années soixante-dix, au Petit Larousse illustré, aux professeurs des banlieues, à la méthode Coué, et à l’humour[4].
- La Belle Mauve[5],[6],[7], Buchet Chastel, 2010. C’est en ne cherchant pas que l’on finit par trouver l’âme sœur.  Un jeune homme vit seul. Pourtant, il rêve du grand amour. Avec cette femme superbe qu’il a entrevue dans la salle des professeurs du lycée où il enseigne. Avec une Japonaise mythomane, épouse de consul, qu’il accompagne dans ses promenades. Ou encore avec un vrai chef-d’œuvre du musée des Beaux-Arts de sa ville : La Belle Mauve de Martial Raysse, un artiste du Nouveau réalisme. Comment ne pas perdre pied ?! Après Les Pages roses, notre héros poursuit son voyage amoureux et initiatique, entre Nantes et Marseille. Il découvrira que l’on ne se défait pas aussi facilement du souvenir d’une œuvre d’art accrochée aux cimaises d’un musée…[8]
- L'amer orange[9], Buchet Chastel, 2012. Une maison orange accrochée à une falaise de calcaire, au milieu d’une garrigue qui peine à se maintenir face aux assauts du vent salé, constitue le meilleur amer qu’un marin puisse espérer.   C’est aussi un excellent poste pour observer les faits et gestes de ceux qui fréquentent cette calanque proche de Marseille. Faits et gestes consignés par le narrateur dans un journal de bord un brin fantasmatique. À moins qu’il ne s’agisse d’un prétexte pour faire le point sur sa vie, sur la nécessité d’écrire et sur la permanence de ses sentiments pour Carole, sur le lieu de leur idylle, vingt ans plus tard. Car L’Amer orange est avant tout une déclaration d’amour[10].
- Outremer 1311[11], Arléa, 2013. Yves Klein possède toutes les qualités attendues d’un personnage de roman. Construit à partir d’événements réels et de témoignages croisés, ce roman, Outremer 1311, commence en 1952, au Japon, alors qu’Yves Klein apprenait le judo au Kodokan, à Tokyo, pour finir dans le Monochrome bleu exposé au centre Georges-Pompidou. Le portrait de l’artiste qui se dessine dans ce livre est fait de fiction et de réalité, que Teodoro Gilabert réinvente pour notre plaisir, faisant intervenir des élèves de l’institut franco-japonais, une tante Rose, la mère de l’artiste, les belles amantes vraies ou présumées, l’épouse de Klein, ses amis, un gardien de musée, des artistes, des galeristes… Le tout dans les années 1950 et 1960, à Paris, quand la vie artistique semblait tenir de l’impossible et  de l’audacieux[12].
- La Mort en beauté, auto-édition, 2015[13]. « Encore un suicide à la Maison du Fada ! ». La photographie, en couleurs, faisait la une du Méridional. Une courte légende rappelait qu’il s’agissait du troisième incident de cette nature depuis le début de l’année. Selon toute évidence, Le Corbusier avait sous-estimé la hauteur des garde-corps sur la terrasse de sa Cité radieuse, à Marseille. Suffisante pour des enfants, elle n’a jamais constitué un réel obstacle pour un adulte motivé. Le cliché avait été « transmis à la rédaction par une personne souhaitant garder l’anonymat ». Le journal ne faisait aucun commentaire au sujet de son auteur. Présentation : Après Les pages roses (2008), La Belle mauve (2010) et L'Amer orange (2012), parus chez Buchet Chastel, Teodoro Gilabert publie ici un quatrième roman presque noir où il entraîne son narrateur dans une sombre histoire de suicides (prétendument?) organisés à l'échelle internationale. Le professeur de lettres et sa compagne danseuse se transforment en détectives totalement décalés. Comme dans ses autres romans – il n'est pas nécessaire de les avoir lus pour apprécier celui-ci –, l'auteur nous plonge dans un univers où l'art (Yves Klein et son fameux Saut dans le vide) et l'architecture (la Cité radieuse est un vrai personnage, plus qu'un simple décor) tiennent une place essentielle, entre Marseille, Nantes et Tourcoing[14].
- Je transgresserai les frontières[15], Buchet Chastel, 2017. Le jour de ses 16 ans, Aldo Brandini découvre un livre posé sur son bureau : Le Rivage des Syrtes de Julien Gracq, avec une dédicace énigmatique « Pour que tu saches d’où tu viens », probablement écrite par son père. Le jeune homme s’identifie d’emblée à Aldo Aldobrandi, le héros du roman de Julien Gracq (au point de s’approprier sa devise « je transgresserai les frontières »). Il décide alors de se lancer à la recherche des traces de ses grands-parents paternels, jusque dans le golfe de Syrte, en Libye, dans un contexte marqué par de fortes tensions militaires entre les forces de Kadhafi et les Américains. Le roman débute en 1981 et s’achève à l’été 2016 dans la ville de Syrte, en pleine débâcle des forces de l’Etat Islamique. Période marquée par des conflits armés et des tensions, et ponctuée par l’histoire d’amour du narrateur avec la belle Zohra rencontrée en Libye. Actualité et fiction historique, évocations littéraires, humour, recherche des origines, Je transgresserai les frontières se lit, aussi, comme un roman d’aventure[16].
- Fontaine, autobiographie de l'urinoir de Marcel Duchamp][17], L’œil ébloui, 2017[18]. Cent ans après le refus de son exposition à la Société des artistes indépendants de New York, l’urinoir de Marcel Duchamp se raconte[19]. https://www.sortiesdesecours.com/fontaine-teodoro-gilabert-autobiographie-de-lurinoir-de-marcel-duchamp/
- Resurrection song, Buchet-Chastel[20] février 2020. Le chanteur de reggae, mort en 1981, a été vu place Tian’anmen, sur un spot de surf en Australie, dans l’église d’un village auvergnat, au Speakers’ Corner de Hyde Park, dans un supermarché à Helsinki... On se doute qu’il n’est pas revenu sur terre uniquement pour les charmes de Nadia, la jeune femme qu’il a rencontrée furtivement lors d’un concert à Marseille. Critique sur le site Culturesco [21]
- Quelques nuances de Klein[22],[23], Invenit, 2020. (réédition du livre Outremer 1311 paru chez Arléa en 2013 et épuisé). "Yves Klein a toutes les qualités d’un personnage de roman. Après avoir commencé une carrière de judoka, ceinture noire quatrième dan formé au Japon, il devient dans les années 1950 une figure majeure de la scène artistique parisienne. En 1956, il met au point avec le marchand de couleur Édouard Adam ce qui est devenu le célèbre bleu Klein, véhicule de sa quête d’infini et d’immatérialité. Membre fondateur du groupe des Nouveaux Réalistes avec ses amis Restany, Arman, César, Raysse, Tinguely…, Yves Klein va au-delà de la simple représentation artistique et fait de sa vie tout entière une œuvre d’art. À partir d’une suite chronologique de témoignages croisés, réels ou inventés, Teodoro Gilabert évoque ici les dix dernières années de l’artiste. À New York, Tokyo, Milan ou Paris, chacun y va de ses souvenirs pour tracer en creux le portrait d’un être hors norme qui au moment de mourir confie à un ami : «  Je vais avoir le plus grand atelier du monde. Dorénavant, je ne ferai plus que de l’immatériel[22]. " Article dans Ouest-France
- Babel 242 [24], Bookelis, 2021. Un employé de l'Unesco à Paris s'ennuie ferme dans son bureau et utilise le traducteur automatique de Google à des fins de création poétique. Il traduit Baudelaire, La Fontaine, Ionesco... en faisant des allers et retours entre différentes langues. Ses traductions "babéliennes" connaissent même un certain succès. Faut-il en rester là ? Le pouvoir du langage n'est-il pas infini? Alors pourquoi ne pas en faire une arme révolutionnaire ? Une fable politique et littéraire où l'on croise Fabrice Luchini, les Anonymous et... les défenseurs de la cause palestinienne. Babel 242 est aussi un roman d'amour plein d'humour et carrément décalé. https://www.ouest-france.fr/pays-de-la-loire/pornic-44210/pornic-babel-242-nouveau-roman-original-de-teodoro-gilabert-0cea583a-dfc7-11eb-9cb0-6e5656ec3200
- Kandinsky, Musik!, Invenit, 2023. "Le jaune et le noir, avec des touches de blanc, dominent le tableau. En position diagonale, le noir forme un triangle irrégulier et plein d’énergie. En dessous et à droite, le jaune se répand dans un mouvement expansif. On pourrait penser à une œuvre abstraite. Le titre Impression III (concert) donne toutefois un indice pour orienter le spectateur vers un sujet précis. Wassily Kandinsky a effectivement peint ce tableau en janvier 1911 juste après avoir assisté à un concert donné à Munich par Arnold Schoenberg, le père du dodécaphonisme. Cette œuvre essentielle pour expliquer la synesthésie de Kandinsky (l’association entre les sons et les couleurs), reste peu connue du public français.Teodoro Gilabert nous introduit dans le musée Lenbachhaus de Munich, à travers les notes rédigées par Marc, le gardien attentif et passionné de la salle Musik où est exposé le tableau. Avec humour et légèreté, le jeune homme nous partage ses impressions, ses rencontres, ses généreux échanges avec le public... La description et l’histoire d’Impression III révèlent plusieurs fragments de la vie de Kandinsky". Article Ouest-France [25]
- Plages intérieures  [26], Buchet Chastel, 2024. " Cette fois-ci, pour parler de moi, j'ai pensé : si on ouvrait les gens, on trouverait des paysages, moi si on m'ouvrait, on trouverait des plages. Agnès Varda Teodoro Gilabert a emprunté à la cinéaste Agnès Varda cette démarche originale pour parler de lui et des autres à travers les plages de sa vie, de Pornic à Marseille en passant par la Jamaïque, New York, Nantes, l'Ile de Ré... Avec le souci de faire sourire par son humour et son autodérision, d'émouvoir et d'instruire aussi, sans trop en avoir l'air."[27] Article dans la Tribune [28]

1. ↑  Clément Solym, « Les pages roses, de Teodoro Gilabert », Actualitté,‎ 5 septembre 2008 (lire en ligne, consulté le 19 février 2018)
2. ↑  « Les Pages roses - Teodoro Gilabert - Buchet/Chastel », sur www.buchetchastel.fr (consulté le 19 février 2018)
3. ↑  « Les Pages roses - Teodoro Gilabert - Buchet/Chastel », sur www.buchetchastel.fr (consulté le 4 août 2017)
4. ↑  « Les Pages roses - Teodoro Gilabert - Buchet/Chastel », sur www.buchetchastel.fr (consulté le 3 juin 2018)
5. ↑  « La Belle Mauve - Teodoro Gilabert - Buchet/Chastel », sur www.buchetchastel.fr (consulté le 4 août 2017)
6. ↑  LCM, « Lire à Marseille : L'Attrappe-Mots », 6 mai 2010 (consulté le 4 août 2017)
7. ↑  « NANTES PRIVILEGE 2011 », issuu,‎ 2011 (lire en ligne, consulté le 4 août 2017)
8. ↑  « La Belle Mauve - Teodoro Gilabert - Buchet/Chastel », sur www.buchetchastel.fr (consulté le 3 juin 2018)
9. ↑  « L’Amer orange - Teodoro Gilabert - Buchet/Chastel », sur www.buchetchastel.fr (consulté le 4 août 2017)
10. ↑  « L’Amer orange - Teodoro Gilabert - Buchet/Chastel », sur www.buchetchastel.fr (consulté le 3 juin 2018)
11. ↑  « Outremer 1311 », sur Arléa (consulté le 4 août 2017)
12. ↑  « Outremer 1311 », sur Arléa (consulté le 3 juin 2018)
13. ↑  « La mort en beauté - Teodoro Gilabert - Babelio », sur www.babelio.com (consulté le 19 février 2018)
14. ↑  résultats de recherche, La mort en beauté : Un roman presque noir, CreateSpace Independent Publishing Platform, 13 septembre 2015, 146 p. (ISBN 978-1-5171-8434-6)
15. ↑  Florence Bouchy (Collaboratrice du "Monde des livres"), « « Le Rivage des Syrtes » comme viatique », Le Monde.fr,‎ 13 juillet 2017 (ISSN 1950-6244, lire en ligne, consulté le 4 août 2017)
16. ↑  « Je transgresserai les frontières - Teodoro Gilabert - Buchet/Chastel », sur www.buchetchastel.fr (consulté le 3 juin 2018)
17. ↑  Anne Pitteloup, « Confessions d'un urinoir », Le Courrier de Genève,‎ 26 janvier 2018 (lire en ligne)
18. ↑  Teodoro Gilabert, Fontaine: autobiographie de l'urinoir de Marcel Duchamp, l'Oeil ébloui, 2017 (ISBN 978-2-9541432-9-3)
19. ↑  « Fontaine, autobiographie de l'urinoir de Marcel Duchamp, de Teodoro Gilabert », sur L'oeil ébloui (consulté le 22 août 2024)
20. ↑  Teodoro Gilabert, Resurrection song: roman, Buchet-Chastel, 2020 (ISBN 978-2-283-03315-9)
21. ↑  Patrick Benard, « Resurrection Song de Teodoro Gilabert », sur Culturesco, 20 mai 2020 (consulté le 22 août 2024)
22. 1 2  Agence Spritz-création de sites internet à Lille, « Quelques nuances de Klein - collectionEkphrasis - Broché 13 x 21 cm », sur invenit - édition et design graphique (consulté le 22 août 2024)
23. ↑  Teodoro Gilabert, Quelques nuances de Klein: roman biographique, Invenit, coll. « Ekphrasis », 2020 (ISBN 978-2-37680-044-6)
24. ↑  Teodoro Gilabert, Babel 242: roman, Teodoro Gilabert, 2021 (ISBN 979-10-359-2053-1)
25. ↑  Véronique ESCOLANO, « Après Klein, Duchamp… Teodoro Gilabert raconte Kandinsky », sur Ouest-France.fr, 14 juin 2023 (consulté le 22 août 2024)
26. ↑  978-2-283-03960-1
27. ↑  « Plages intérieures » (consulté le 22 août 2024)
28. ↑  « Nos critiques littéraires de la semaine », sur La Tribune, 2024-06-02cest05:09:00+0200 (consulté le 22 août 2024)

Article Livres Hebdo https://www.livreshebdo.fr/article/marley-revient